# Надмолекулярна структура речовини
Надмолекуля́рна структу́ра речовини́ (рос. надмолекулярная структура вещества, англ. supramolecular structure of matter, нім. übermolekulare Stoffstruktur f) — набір структурних елементів або систем з обмеженою автономністю, які поступово ускладнюються; взаємне розташування в просторі макромолекул полімеру або їх агрегатів і характер взаємодії між ними.
У полімерах та вугіллі надмолекулярна структура — це просторове взаєморозташування макромолекул та їх агрегатів, що зумовлюється невалентними взаємодіями між ними, в межах якого існує дальній порядок.
Кожному типу надмолекулярних структур відповідає певна «основна» підсистема, яка визначається конфігурацією та конформацією макромолекул.
Рівні надмолекулярної структури речовини та підсистеми характеризують за формою, наявністю чи відсутністю внутрішнього дальнього порядку (відповідно — організовані та неорганізовані структури), термодинамічною стабільністю, кінетичною стабільністю.